# Leucanthemum discoideum
Leucanthemum discoideum là một loài thực vật có hoa trong họ Cúc. Loài này được (All.) Coste mô tả khoa học đầu tiên.